# Alexandra Bastedo
Alexandra Bastedo (Hove, 9 marzo 1946 – Worthing, 12 gennaio 2014) è stata un'attrice britannica.
È nota per aver interpretato il ruolo dell'agente segreto Sharron Macready nella serie televisiva Tris d'assi.

## Biografia
Nata a Hove, nell'East Sussex, in Inghilterra, il 9 marzo 1946. La madre, Liberiana Dorina Rescaliova (1917-2001), era di origini francesi, tedesche e italiane, mentre il padre, Gilbert Lendon Bastedo (1915-1985), nato in Canada, era di origini spagnole, olandesi, scozzesi e nativo americane. Frequenta la Brighton and Hove High School e la Brighton School of Drama.
Negli anni sessanta entra nel mondo dello spettacolo, divenendo presto una sex symbol degli anni sessanta e settanta. Alexandra Bastedo fa il suo debutto cinematografico nel 1963, interpretando una delle protagoniste del film di William Castle L'incredibile spia (13 Frightened Girls). Ottiene una certa celebrità in Europa, aggiudicandosi il soprannome de "La Bastedo". Una delle sue prime apparizioni è nel film del 1966 Vai avanti... dottore! (Doctor in Clover), diretto da Ralph Thomas, dove interpreta una giovane infermiera che balla con Lancillotto a una festa, ma senza avere alcuna battuta da pronunciare.
Nel 1967 prende parte al film commedia sull'Agente 007, diretto, tra gli altri, da John Huston, James Bond 007 - Casino Royale (Casino Royale), in cui interpreta il ruolo dell'agente Smersh, che si fa passare per la figlia del defunto capo del MI5 Lord McTarry (interpretato dallo stesso Huston). Lo stesso anno interpreta inoltre due episodi della terza stagione della serie televisiva Il Santo, con protagonista Roger Moore, a sua volta futuro interprete di James Bond. Tra il 1968 e il 1969 è celebre per il ruolo dell'agente segreto Sharron Macready, che interpreta nei 30 episodi che compongono la prima e unica stagione della serie televisiva Tris d'assi (The Champions). Nella serie si fa notare per la sua abilità di poliglotta, parlando italiano, spagnolo, francese e tedesco, oltre all'inglese. Tale padronanza linguistica attrae l'attenzione di Downing Street, dove viene assunta come interprete.
Nel 1976 impersona il personaggio storico di Lucrezia Borgia, figlia di Papa Borgia, nell'episodio omonimo della serie televisiva docu-fiction Witness to Yesterday. Nel 1979 prende parte alla miniserie televisiva in 8 puntate The Aphrodite Inheritance. Durante gli anni ottanta, grazie alla sua padronanza linguistica, viene inoltre ingaggiata come co-presentatrice di Miss Mondo, al fianco del presentatore britannico Peter Marshall. Nel 1992 appare in In forma smagliante, secondo episodio della prima stagione della serie televisiva Absolutely Fabulous, dove interpreta una modella degli anni sessanta, socia delle protagoniste Edina (Jennifer Saunders) e Patsy (Joanna Lumley).
Nel 2005 le viene affidato un ruolo minore (interpreta una dama dell'alta società di Gotham) nel film su Batman, diretto da Christopher Nolan, interpretato da Christian Bale nel ruolo dell'uomo pipistrello e primo lungometraggio della Trilogia del cavaliere oscuro, Batman Begins. Nel 2006 si ritrova con gli altri protagonisti della serie televisiva Tris d'assi, per registrare il commento e un'intervista per la riedizione in DVD della serie stessa. Nello stesso anno è a teatro con una rappresentazione di Beyond Reasonable Doubt, al fianco di Leslie Grantham e Simon Ward. Nel 2008 compare in due episodi della soap opera britannica EastEnders, interpretando il personaggio di Cynthia. Nel gennaio dello stesso anno, l'attrice compare come co-presentatrice, al fianco di Ed Stewart, del concerto The Magic of Mantovani, al Lighthouse di Poole, nel Dorset. Il successo del concerto la portano a prendere parte a un secondo concerto sullo stesso palco con la Mantovani Orchestra, sempre come co-presentatrice.
L'attrice muore il 12 gennaio 2014, all'età di 67 anni, all'ospedale di Worthing, nel West Sussex dell'Inghilterra, in seguito a un cancro al seno, per il quale era già stata operata nel 2009. Viene sepolta nella chiesa di St Mary, a Sullington, sempre nel West Sussex. Il funerale viene celebrato dal reverendo Derek Spencer, suo amico.

## Vita privata
Alexandra Bastedo ha avuto relazioni con David Frost e con Omar Sharif, ma ha rifiutato le avance di Steve McQueen poiché, come riportato dalla stessa Bastedo, spiazzata dalla frase pronunciata dall'attore tentando di sedurla, "mia moglie non mi capisce". Per quanto riguarda Sharif, la relazione è durata solo poche settimane a causa del fatto che l'attore giocava a bridge, aveva orari strani e prendeva i numeri di telefono di altre donne.
Mike Tomkies, giornalista del Fleet Street che aveva abbandonato la vita da giornalista celebre per vivere nella natura selvaggia, ha convissuto con Alexandra Bastedo per un periodo in Canada e i due avevano parlato di matrimonio, ma l'attrice aveva firmato un contratto per prendere parte alla serie televisiva Tris d'assi tra il 1968 e il 1969 in cui le era fatto divieto di sposarsi. Tomkies ha affermato che Bastedo era "la creatura più incredibilmente bella" che avesse mai visto.
Nel 1980, alla Cattedrale di Chichester, nel West Sussex, l'attrice sposa il produttore, regista e attore teatrale Patrick Garland, direttore del Chichester Festival Theatre e vincitore di un Golden Globe per il suo film per la televisione del 1971 The Snow Goose. I due rimarranno uniti fino alla morte di lui, avvenuta nel 2013, all'età di 78 anni, all'ospedale di Worthing, nel West Sussex, dopo una lunga malattia.

## Filmografia

### Cinema
- L'incredibile spia (13 Frightened Girls), regia di William Castle (1963)
- S.S.S. sicario servizio speciale (The Liquidator), regia di Jack Cardiff (1965)
- Vai avanti... dottore! (Doctor in Clover), regia di Ralph Thomas (1966)
- Sua maestà non concilia (That Riviera Touch), regia di Cliff Owen (1966)
- James Bond 007 - Casino Royale (Casino Royale), regia di John Huston, Kenneth Hughes, Val Guest, Robert Parrish, Joseph McGrath e Richard Talmadge (1967)
- I Can't... I Can't, regia di Pierce Haggard (1970)
- A Promise of Bed, regia di Derek Ford (1970)
- Uccidi uccidi, ma con dolcezza (My Lover, My Son), regia di John Newland (1970)
- Fuga dal Kashmir (Tibetana), regia di John Peyser (1970)
- Un abito da sposa macchiato di sangue (La novia ensangrentada), regia di Vicente Aranda (1972)
- Super sexy vamp (Odio mi cuerpo), regia di León Klimovsky (1974)
- The Ghoul, regia di Freddie Francis (1975)
- I quattro del clan dal cuore di pietra (El clan de los Nazarenos), regia di Joaquín Luis Romero Marchent (1975)
- Tu dios y mi infierno, regia di Rafael Romero Marchent (1976)
- Find the Lady, regia di John Trent (1976)
- La Gioconda está triste, regia di Antonio Mercero (1977)
- El mirón, regia di José Ramón Larraz (1977)
- Cabo de vara, regia di Raúl Artigot (1978)
- Estigma, regia di José Ramón Larraz (1980)
- A Choice of Two, regia di John Howe (1981)
- La veritat oculta, regia di Carlos Benpar (1987)
- Absolutely Fabulous: Absolutely Not!, regia di Bob Spiers - direct-to-video (1997)
- Ne vse koshki sery, regia di Vsevolod Shilovskiy (2002)
- Batman Begins, regia di Christopher Nolan (2005)

### Televisione
- The Count of Monte Cristo - serie TV, episodio 1x02 (1964)
- Compact - serie TV, 7 episodi (1964-1965)
- The Flying Swan - serie TV, episodio 1x12 (1965)
- R3 - serie TV, episodio 2x13 (1965)
- The Man Who Never Was - serie TV, episodio 1x01 (1966)
- The Scales of Justice - serie TV, episodio 1x11 (1966)
- The Wednesday Play - serie TV, episodio 6x02 (1966)
- Il Santo (The Saint) - serie TV, episodi 3x22-2x20 (1967)
- Tris d'assi (The Champions) - serie TV, 30 episodi (1968-1969)
- Dipartimento S (Department S) - serie TV, episodio 2x03 (1969)
- Il mio amico fantasma (Randall and Hopkirk (Deceased)) - serie TV, episodio 1x08 (1969)
- Harry Worth - serie TV, episodio 4x07 (1970)
- Codename - serie TV, 13 episodi (1970)
- From a Bird's Eye View - serie TV, episodio 1x10 (1970)
- Jason King - serie TV, episodio 1x05 (1971)
- Suspicion - serie TV, 1 episodio (1972)
- The Scoobie Man - serie TV, 4 episodi (1972)
- The Adventurer - serie TV, episodio 1x13 (1972)
- The Starlost - serie TV, episodio 1x10 (1973)
- Men of Affairs - serie TV, episodio 1x08 (1973)
- Witness to Yesterday - serie TV, 1 episodio (1976) - Lucrezia Borgia
- Oltre il confine (The Man Inside), regia di Gerald Mayer - film TV (1977)
- ITV Playhouse - serie TV, episodio 10x03 (1978)
- Do You Remeber? - serie TV, episodio 1x02 (1978)
- The Aphrodite Inheritance, regia di Viktors Ritelis e Terence Williams - miniserie TV, 8 puntate (1979)
- L'ora di Agatha Christie (The Agatha Christie Hour) - miniserie TV, puntata 6 (1982)
- Legend of the Champions, regia di Cyril Frankel - film TV (1983)
- Coppia di Jack (Draw!), regia di Steven Hilliard Stern – film TV (1984)
- Boon - serie TV, episodio 3x08 (1988)
- Absolutely Fabulous - serie TV, episodio 1x02 (1992)
- EastEnders - soap opera, episodi 3635-3638 (2008)

## Teatro (parziale)
- Beyond Reasonable Doubt (2006)

## Omaggi
- Una sua foto in primo piano viene utilizzata dal gruppo musicale The Smiths come copertina del loro album dal vivo Rank, uscito nel 1988, l'anno successivo allo scioglimento del gruppo stesso.[10][11]